# Takao Oishi
Takao Oishi (大石 隆夫 Oishi Takao?), född 25 maj 1964 i Shizuoka prefektur, är en japansk tidigare fotbollsspelare.
Oishi började sin karriär 1987 i Yamaha Motors (Júbilo Iwata). Med Yamaha Motors vann han japanska ligan 1987. Han avslutade karriären 1995.